# آنریل تورنومنت
آنریل تورنومنت (Unreal Tournament) یک بازی ویدئویی تیراندازی اول شخص از سری بازی‌های آنریل است که در سال ۱۹۹۹ توسط شرکت اپیک گیمز تولید گردید. با استفاده از موتور آنریل، بازی آنریل تورنمنت مورد تحسین جهانی قرار گرفت و اغلب به عنوان یکی از بهترین بازی‌های ویدیویی ساخته‌شده در نظر گرفته می‌شد. منتقدان از گرافیک، طراحی سطح و گیم‌پلی آن تمجید کردند، اگرچه نسخه‌های کنسولی به دلیل محدودیت‌هایشان مورد توجه قرار گرفتند. طراحی بازی، تمرکز این سری را به سمت اکشن چندنفره رقابتی سوق داد که با انتشار دنباله‌های آن یعنی آنریل تورنمنت ۲۰۰۳ در سال ۲۰۰۲، آنریل تورنمنت ۲۰۰۴ در سال ۲۰۰۴ و آنریل تورنمنت ۳ در سال ۲۰۰۷ ادامه یافت. در سال ۲۰۱۴، یک نسخه پیش‌آلفا از بازی جدیدی در این سری با عنوان ساده آنریل تورنمنت منتشر شد. اما در سال ۲۰۱۷، شرکت اپیک توسعه این بازی را متوقف کرد.

## خلاصه داستان
در طول جنگ انسان‌ها و اسکارج، دولت جدیدِ زمین تشکیل شد. استخراج معادن روش اصلی تأمین مالی جنگ بود، اما در میان طبقه کارگر محبوبیت نداشت، چرا که آن‌ها از شرایط کاری سخت و جنگ خسته شده بودند. انسان‌ها در حال باخت جنگ بودند و شورش‌ها آغاز شد. سیستم منظومه شمسی توسط نیروهای اسکارج محاصره شده بود، اما یک تیم دولتی موفق شد کشتی مادر آن‌ها را نابود کند و اسکارج‌ها عقب‌نشینی کردند. پس از آن، شورش‌ها و خشونت در میان مستعمرات معدنی افزایش یافت و تلاش‌ها برای کنترل آن‌ها بی‌نتیجه ماند.  
دولت سپس ایده‌ای مطرح کرد: به جای سرکوب خشونت، مسیری قانونی برای آن ایجاد شود. در سال ۲۲۹۱، «قتل توافقی» قانونی شد و به افراد اجازه داده شد تحت شرایط سازمان‌یافته تا سر حد مرگ بجنگند. شرکت معدنی لیاندری با دولت همکاری کرد و لیگ‌هایی ترتیب داد که مسابقات به صورت عمومی برگزار می‌شد. خیلی زود، این مبارزه‌ها سودآورتر از استخراج معادن شد و لیاندری یک لیگ حرفه‌ای تشکیل داد تا در «تورنمنت بزرگ» شرکت کند—محبوب‌ترین رویداد این ورزش. بازی در سال ۲۳۴۱ اتفاق می‌افتد، پنجاه سال پس از قانونی‌شدن این مبارزه‌ها.